# Husmoderforening
Husmoderforeningen eller husholdningsforening stammer fra 1908 og udspringer af ønsket om at højne det huslige arbejde gennem oplysning og undervisning.

## Historie
Askov Højskole ved Vejen dannede rammen om den første husholdningsforening stiftet i 1908, nemlig Malt Herreds Husholdningsforening. Foreningen blev stiftet på initiativ af Rebekka la Cour Madsen, der fungerede som forkvinde frem til 1935.
Først i 1917 fulgte Københavns Husmoderforening trop på initiativ af forfatteren Thit Jensen. I de tidlige år blev foreningen ledet af forkvinde Carla Meyer som ofte lå i konflikt med Dansk Kvindesamfund i spørgsmålet om kvinders muligheder på arbejdsmarkedet samt deres retslige ligestilling i ægteskabet.
I 1920 tog Carla Meyer initiativ til en landsforening for alle danske husmødre, og sammen med repræsentanter for 30 byer stiftede hun De Danske Husmoderforeninger (DDH) hvor hun også var forkvinde i de første år. Det følgende år, i 1921 dannede Andrea Lindkvist, Rebekka la Cour Madsen og Magdalene Lauridsen deres egen organisation De Samvirkende Danske Husholdningsforeninger (DSDH) der var rettede mod husmoderen på landet. Her fungerede Andrea Lindkvist som forkvinde frem til 1934.

## Formål og virke
Oprettelsen af DDH og efterfølgende DSDH bar præg af en uforenelig forskel på de vilkår der mødte husmoderen på landet og i byen. På landet, i husholdningsforeningerne opfattede man sig højere grad så sig selv som en landbrugsforening hellere end en kvindeforening, med en stærk tilknytning til landboforeninger og husmandsforeninger.
I byens husmoderforeninger begyndte man derimod at involvere sig i husassistenternes uddannelse- og arbejdsforhold og opretter i 1934 Marthaforbundet, med en treårig uddannelse i husgerning.
Forskellen mellem by og land kan også ses i de temaer der fylder til de lokale møder. Hvor man i byerne kan høre om mode, boligindretning og skønhedspleje, har man på landet stadig fokus på den effektive, rationelle og økonomiske husholdning.